# Чудовий ранок. Як не проспати життя
Чудовий ранок. Як не проспати життя (англ. The Miracle Morning: The Not-So-Obvious Secret Guaranteed to Transform Your Life (Before 8AM)) — книжка американського бізнесмена, коуча Гела Елрода, міжнародний бестселер. Вперше опублікована 7 грудня 2012 року. 

## Про автора
В 20 років Гел потрапив в автокатастрофу. Лікарі пророкували, що навіть він вийде з коми, то навряд чи зможе ходити. Згодом Гел піднявся на ноги й взяв участь в марафоні, став відомим бізнес-тренером, написав всесвітньо відомі шедеври мотиваційної літератури.

## Про книгу
Книга розповідає про важливість розпочинати день якомога скоріше зранку, описуючи секрет успішності в ритуалі тривалістю 60 хвилин.
Автор рекомендує щоранку виконувати 6 вправ під назвою «Savers»:
- Silence — тиша;
- Affirmations — афірмації;
- Visualisation — візуалізація;
- Exercise — фізичні вправи;
- Reading — читання;
- Scribing — занотовування.[2]

Щоденні ранкові практики в ідеалі повинні тривати не менше години. В книзі представлено зручну та ефективну альтернативу — шестихвилинний ритуал на основі цього комплексу.
Книга вчить прокидатись зранку повним енергії та мотивації. Це має допомогти пробудити потенціал та бути готовим до нового етапу.
Відомий мотиваційний письменник Роберт Кійосакі так описав книгу: «Г.Елрод — геній, а його „Miracle morning“ став чарівним для мене».

## Переклад українською
- Елрод, Гел. Чудовий ранок. Як не проспати життя / пер. Тетяна Заволоко. К.: Наш Формат, 2017. — 176 с. — ISBN 978-617-7513-22-2